# فاطمة سلطان (ابنة أحمد الأول)
فاطمة سلطان (التركية العثمانية : فاطمة سلطان)، ولدت في عام 1606 وهي تعدّ الابنة الثالثة للسلطان أحمد الأول من زوجته كوسم سلطان (البنات الأخريات هن: عائشة سلطان، خان زاده سلطان، و جوهرخان سلطان)، وهي من أكثر النساء نفوذاً في الإمبراطورية العثمانية.

## وصفها
ذكر أحد المؤرخين انها كانت ذات جمال ساحر وبشرة بيضاء طرية فخمة وعينان واسعتان كوالدتها فحققت أول حاكم الدولة المصري الزواج مع كارا مصطفى باشا في عام  1626 أشتهرت بجمالها الآخاذ وبذكائها المتقد وكانت لها السيطرة المطلقة كانت سيدة وسلطانة حازمة وقوية وداهية وهي كانت الأميرة الإمبراطورية الأقوى في التاريخ العثماني من الدم الأصيل بعد مهرماه سلطان.

## سلطنتها
كانت فاطمة سلطان أحد الوجوه البارزة أثناء سلطنة المرأة وكانت لها القدرة والسلطة ويقال انها نشطة في الشؤون السياسية إزدهرت فاطمة باعتبارها راعية للفنون وقيل ان نفوذ فاطمة سلطان إكتسبتها من قبل والدتها كوسم سلطان وربما من جدات ابيها مثل صفية سلطان ونوربانو سلطان وهرم سلطان فكان زوجها أحمد ميليك باشا واحداً من أكثر  من يُلاحظ من أزواج فاطمة سلطان حيث كان سابقاً متزوج من كايا سلطان ابنة اخيها السلطان مراد الرابع .

## طرزها الأصيل
عرفت بطرزها الأصيل وبجمالها الآخاذ بعينيها الزرقاوتين وشعرها الأشقر حيث انها تتمتع بالجمال اليوناني كوالدتها كوسم سلطان، وصفها السفير الفرنسي:
«كانت فاطمة سلطان ذكية وقوية.. داهية وحكيمة ذات الدم الأصيل تتمتع بالجمال اليوناني.. تسعى لحماية إخوتها بجانب والدتها وكانت ثروتها عظيمة.. لدرجة أنها جعلتها أغنى سيدات الدولة العثمانية بعد ميهريماه سلطان.. وهي أكثر النساء نفوذاً في الإمبراطورية العثمانية، أنها عظيمة! كوالدتها وجدات أبيها» ،كانت ذات ذكاء خارق وكان معروف عنها هي وشقيقتها عائشة سلطان لهم الكثير من الزيجات السياسية ( زواج سياسي )

## أزواجها
1. ملك أحمد باشا.(1662-1662)
2. قرة مصطفى باشا.
3. حسن باشا داماد.(1629-1631)
4. مصطفى باشا.(1626-1628)
5. يوسف باشا.(?-1637)
6. كارا مصطفى باشا.(1632-1636)
7. مقصود باشا.

## ثروتها وهوسها
عرفت بهوسها بالمجوهرات كوالدتها كوسم سلطان حيث أن كانت لها خزينة مجوهرات ثمينة تبرعت فيها قبل وفاتها بعدة أشهر وقد وصفت بأن كان لها تأثير سياسي كبير على ابن اخيها محمد الرابع فكان يحبها ويحترمها كثيراً.

## أوقافها وأعمالها الخيرية
صنفها المؤرخين من أفضل السلطانات ذوات الدم العثماني الاصيل فخلال حياتها أسست الأوقاف في العاصمة فكتب أوليا جلبي عن سيرتها وكرس فصلاً كاملاً من الكتاب لفاطمة سلطان الكبرى من حملها إلى وفاتها

## خلافها مع ترخان خديجة سلطان
كانت علاقتها مع ترخان خديجة سلطان سيئة جداً حيث ان فاطمة سلطان من أكبر البلاء على ترخان ومما اقلق، ترخان نفوذ فاطمة سلطان وذكائها الشديد فلم تستطع نفيها بسبب تقدير السلطان محمد الرابع لفاطمة سلطان واحترامه لها.